# Alaetrinus
Alaetrinus (лат.) — род жуков из семейства чернотелок (триба Platynotini). Около 10 видов.

## Распространение
Встречаются в Новом Свете: Северная Америка и Неотропика.

## Описание
Жуки чёрного цвета, длина тела 7,3 — 13,7 мм. 7 — 11-й членики усиков немного расширенные. Скутеллюм широкий. Бока пронотума варьируют: округлые, прямые или расширенные к основанию. Надкрылья с 9 рядами бороздок. Крылья развиты. В составе рода около 10 видов, которые ранее рассматривались в составе рода Opatrinus (где был подрод Alaetrinus). Род включают в состав трибы Platynotini из подсемейства Blaptinae (ранее их рассматривали в составе подсемейства Tenebrioninae) и он близок к роду Zydalus.
- Alaetrinus aciculatus (Le Conte, 1859)
- Alaetrinus acuticollis (Fairmaire, 1905)
- Alaetrinus angustus (Burmeister, 1875)
- Alaetrinus ecuadorensis Iwan, 1995
- Alaetrinus girardi Iwan, 1995
- Alaetrinus minimus (Palisot de Beauvois, 1805)
- Alaetrinus moestus (Mulsant & Rey, 1853)
- Alaetrinus pullus (Sahlberg, 1823)
- Alaetrinus validus (Burmeister, 1875)